# 1963年の宝塚歌劇公演一覧
本項目では、1963年の宝塚歌劇公演一覧（1963ねんのたからづかかげきこうえんいちらん）について示す。

## 一覧
（）内は、作者または演出者名。

### 宝塚公演

#### 花・星組
- 1月1日 - 1月31日　宝塚大劇場
  - 『春宵夢』（内海重典）
  - 『タカラジェンヌに栄光あれ』（高木史朗）

#### 雪組
- 2月2日 - 2月27日　宝塚大劇場
  - 『ハイウェイ・ブルース』（横澤英雄）
  - 『不死鳥のつばさ燃ゆとも』（平岩弓枝　作、春日野八千代　演出）

#### 月組
- 3月1日 - 3月24日　宝塚大劇場
  - 『トランペット・オルフェ』（小原弘稔）
  - 『不死鳥のつばさ燃ゆとも』（平岩弓枝　作、春日野八千代　演出）

#### 星組
- 3月26日 - 4月29日　宝塚大劇場
  - 『花詩集1963年』（白井鐡造　構成）

第一部：百花譜（菅沼潤　脚本・演出）　
第二部：ブーケ・ダムール（白井鐡造　脚本・演出）

#### 月組
- 5月1日 - 6月2日　宝塚大劇場
  - 『潮の鈴』（渡辺武雄　演出、杉本守　脚本・演出）
  - 『霧深きエルベのほとり』（菊田一夫）

#### 雪組
- 6月4日 - 6月30日　宝塚大劇場
  - 『夏』（内海重典　構成、植田紳爾　脚本・演出）
  - 『青春のバカンス』（内海重典）

#### 花組
- 7月2日 - 7月31日　宝塚大劇場
  - 『落日の砂丘』（植田紳爾）
  - 『虹のオルゴール工場』（高木史朗）

#### 星組
- 8月2日 - 9月1日　宝塚大劇場
  - 『虹のオルゴール工場』（高木史朗）
  - 『太陽に乾杯!』（横澤英雄）

#### 月組
- 9月3日 - 9月29日　宝塚大劇場
  - 『九月の宵の幻想曲』（小原弘稔）
  - 『一人ぽっちのハネムーン』（鴨川清作）

#### 花組
- 10月1日 - 10月29日　宝塚大劇場
  - 『いろはにほへと』（鴨川清作）[1]
  - 『ラテン・アメリカ』（内海重典）

#### 雪組
- 10月31日 - 11月29日　宝塚大劇場
  - 『白い天使たちの歌』（高木史朗）
  - 『クレオパトラ』（菊田一夫、鴨川清作　演出）

#### 星組
- 12月1日 - 12月27日　宝塚新芸劇場
  - 『山彦乙女』（大関弘政）
  - 『夢の三郎』（柴田侑宏）
  - 『リズム・イン・クリスマス』（海野洋司）

### 東京公演

#### 月組
- 1月1日 - 1月28日　東京宝塚劇場
  - 『清姫』（菅沼潤）
  - 『僕は君』（白井鐡造）

#### 花組
- 3月2日 - 3月27日　東京宝塚劇場
  - 『おみね太鼓』（渡辺武雄　演出、杉本守　脚本・演出）
  - 『皇帝と魔女』（白井鐡造）

#### 雪組
- 3月30日 - 4月25日　東京宝塚劇場
  - 『ブラック・キャンドル<あなたは追われている・改題>』（鴨川清作）
  - 『花のオランダ坂』（菊田一夫）

#### 星組
- 6月2日 - 6月26日　東京宝塚劇場
  - 『ナンバーをどうぞ<ナンバー・ワン・改題>』（横澤英雄）
  - 『カチューシャ物語』（菊田一夫）

#### 雪組
- 8月1日 - 8月26日　東京宝塚劇場
  - 『白い天使たちの歌』（高木史朗）
  - 『不死鳥のつばさ燃ゆとも』（平岩弓枝　作、春日野八千代　演出）

#### 月・雪組
- 11月2日 - 11月25日　東京宝塚劇場
  - 『虹のオルゴール工場』（高木史朗）
  - 『レビューへの招待』（高木史朗）

### 宝塚・東京以外の公演

#### 花組
- 4月3日　大阪・国民会館
  - 『宝塚おどり絵巻』

#### 第2回宝塚フェスティバル
- 4月30日　大阪・毎日会館

#### 花組
- 5月5日 - 5月14日　関東地方
  - 『宝塚おどり絵巻・春夏秋冬』（内海重典）
  - 『幸せがいっぱい』（高木史朗）

- 6月1日 - 6月9日　名古屋・名鉄ホール
  - 『宝塚おどり絵巻・春夏秋冬』（内海重典）
  - 『幸せがいっぱい』（高木史朗）

#### 星組
- 7月4日・5日　京都会館
  - 『山のうた・海の唄』
  - 『カチューシャ物語』（菊田一夫）

#### 雪組
- 7月9日　京都・パレス会館
  - 『宝塚おどり絵巻』（内海重典）

#### 雪・星組
- 9月25日 - 9月29日　熊本、久留米、福岡
  - 『花のオランダ坂』（菊田一夫）
  - 『ナンバー・ワン』（横澤英雄）

#### 月組
- 12月1日 - 12月8日　名古屋・名鉄ホール
  - 『虹のオルゴール工場』（高木史朗）
  - 『レビューへの招待』（高木史朗）